# Silver Blaze (téléfilm)
Pour plus de détails, voir Fiche technique et Distribution.
Silver Blaze est un téléfilm britannico-canadien de John Davies, sorti en 1977. C'est le dix-huitième épisode de la saison 2 de "ITV Sunday Night Drama".

## Synopsis
Sherlock Holmes et le docteur Watson enquêtent sur la disparition de Silver Blaze, un célèbre cheval de course…

## Fiche technique
- Titre original : Silver Blaze
- Réalisation : John Davies
- Scénario : Julian Bond, d'après la nouvelle Flamme d'Argent d'Arthur Conan Doyle
- Montage : Alex Kirby
- Production : William Denteen
- Société de production : HTV
- Société de distribution : ITV
- Pays de production :  Royaume-Uni,  Canada
- Langue originale : anglais
- Genre : Film policier
- Dates de sortie : ** Royaume-Uni : 27 novembre 1977
- Durée : 30 minutes

## Distribution
- Christopher Plummer : Sherlock Holmes
- Thorley Walters : Docteur Watson
- Basil Henson : Colonel Ross
- Gary Watson : Inspecteur Gregory
- Richard Beale : Straker
- Donald Burton : Fitzroy-Simpson
- Barry Linehan : Silas Brown
- Julia Chambers : Edith
- Malcolm Rogers : un palefrenier
- Josie Kidd : Mrs Straker
- Daniel Hill : garçon d'écurie